# Aghbalou
Aghbalou là một đô thị thuộc tỉnh Bouira, Algérie. Dân số thời điểm năm 2002 là 19.53 người.